# Theages postfusca
Theages postfusca là một loài bướm đêm thuộc phân họ Arctiinae, họ Erebidae.